# 아이티밸리길
아이티밸리길(IT Balley-gil)은 강원특별자치도 횡성군 공근면 초원리에 있는 도로로, 총 연장은 1.113 km이다. 도로명은 IT밸리조성 단지를 도로명에 반영된 것에서 유래되었다.

## 역사
- 2009년 2월 3일 : 도로명으로 아이티밸리길을 고시

## 지리

### 주요 경유지
- 횡성군
  - 공근면 (초원리)

### 접촉하는 도로
- 경강로

### 주요 건물 및 시설
- 서울에프앤비 (아이티밸리길 36/초원리 662-1)
- 삼일이노펙 강원공장 (아이티밸리길 94/초원리 656-1)